# Zehntscheune (Freilichtmuseum Kommern)

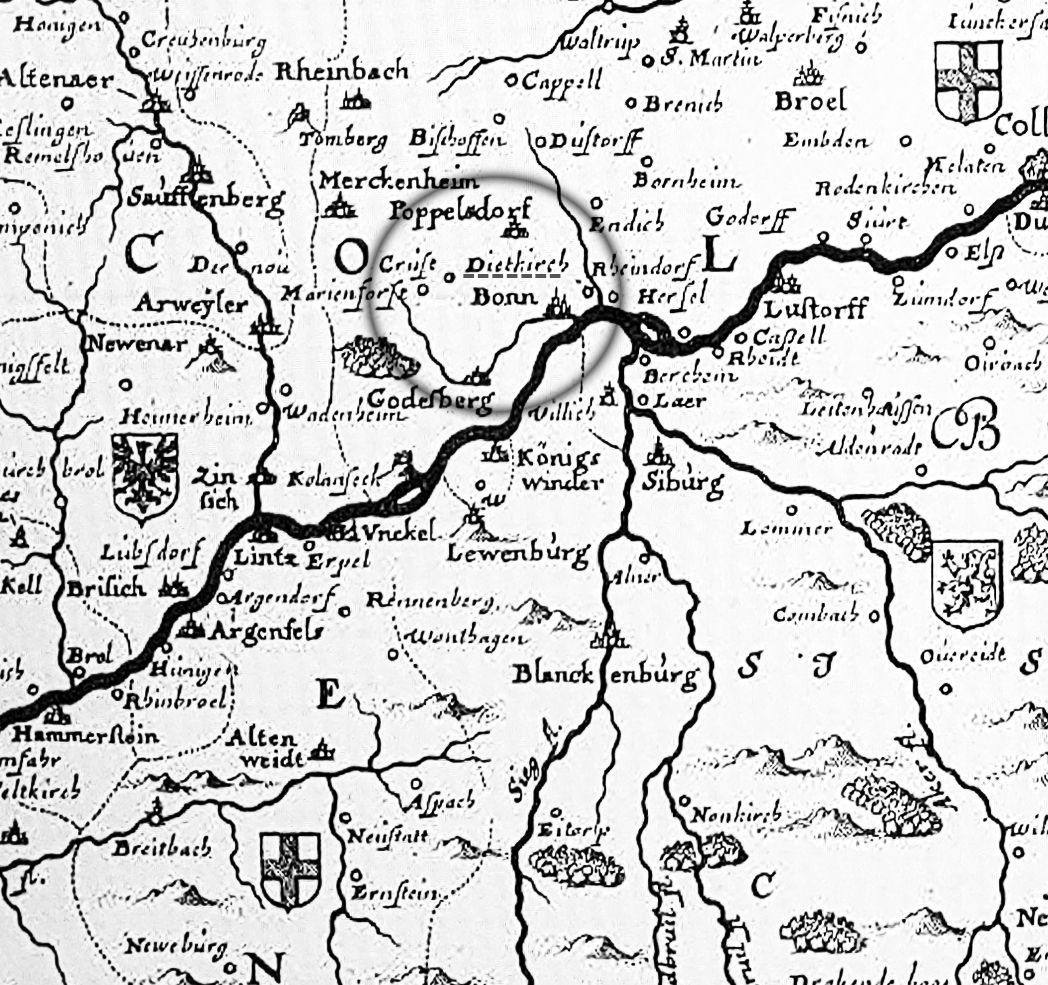
Erzbistum Köln 1638 Kartenausschnitt

Die letzte Zehntscheune des 1802 aufgehobenen Stifts Dietkirchen in Bonn steht heute als Ausstellungsobjekt im LVR-Freilichtmuseum Kommern. Der ehemalige Lagerraum für den „Zehnten“ entstand in der ausgehenden Kurkölnischen Zeit des Rheinlandes im Jahr 1734, als das Ende seiner Zweckbestimmung, die durch die Säkularisation erfolgte, noch nicht absehbar war.
Zum Zeitpunkt ihres Abbruchs im Jahr 1973, als die auf dem Gelände des Sechtemer Ophofs leerstehende Scheune abgetragen wurde, war sie – wie auch auf Fotografien dieser Zeit ersichtlich ist – ein von Sturmschäden gezeichnetes, dem Verfall preisgegebenes Bauwerk. Vor dem Abbruch und Abtransport auf das Museumsgelände Kommern war das alte Wirtschaftsgebäude von Fachleuten vermessen, in vielen Einzelheiten gezeichnet und fotografisch dokumentiert worden. Sodann wurde es nach sorgfältiger Sanierung des Gebälks im LVR-Freilichtmuseum Kommern vorerst gelagert und dann nach nahezu 10/11 Jahren wieder aufgebaut.

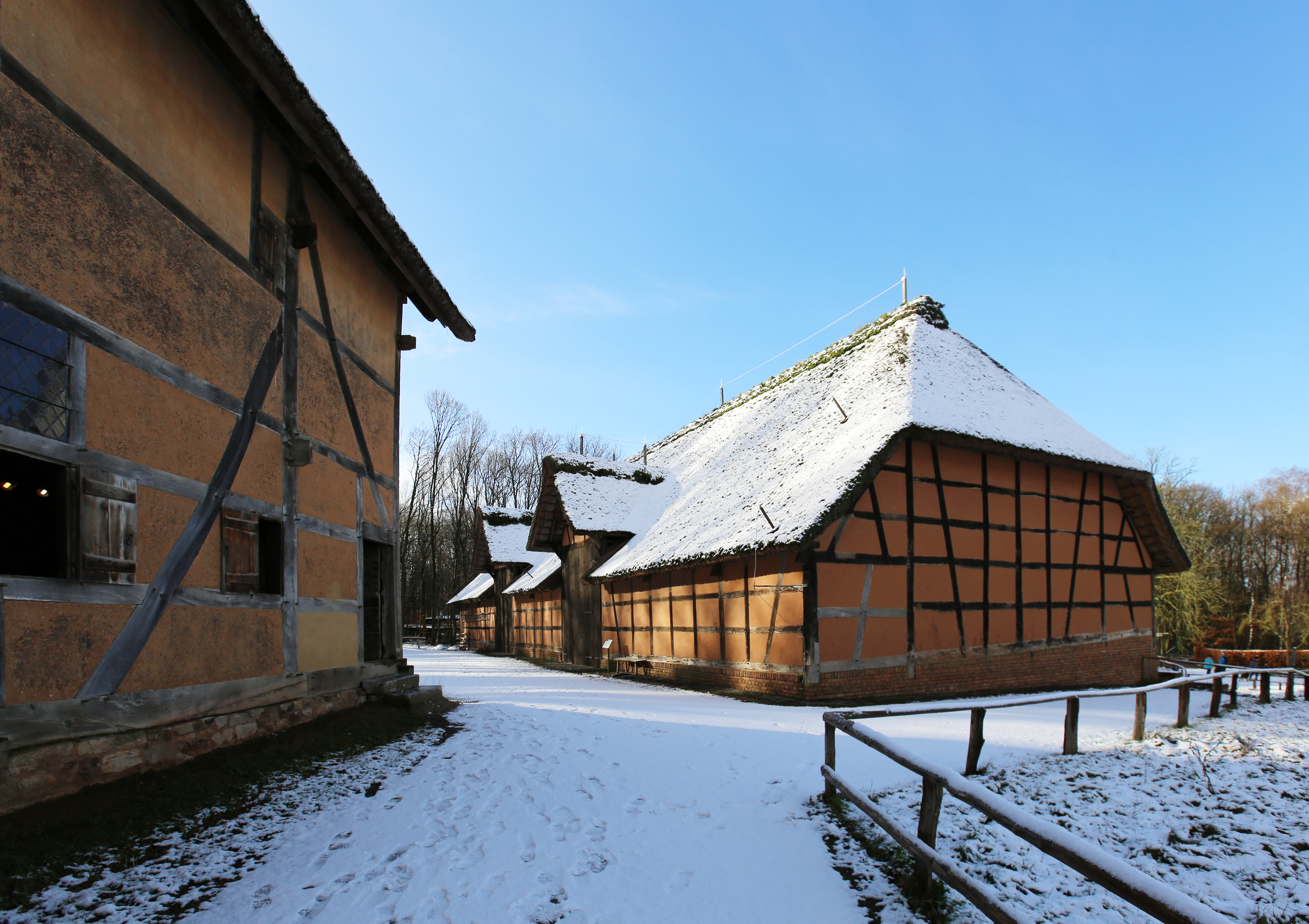
Blick auf die wiedererrichtete Zehntscheune am Rand der „Eifelgruppe“ der Freilichtausstellung

## Vorgeschichte

### Zehntscheunen

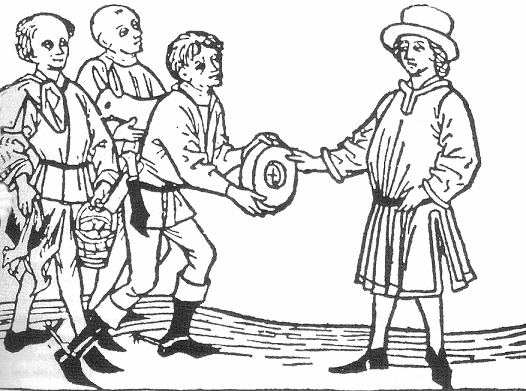
Zehntabgabe von Bauern bei einem Grundherren

Die Zehntscheunen oder Zehntscheuern waren üblicherweise von den Zehntherren errichtete Bauwerke. Auch die im Jahr 1734 errichtete Zehntscheune Sechtems war ein Lagerhaus, das der Ablieferung und Aufbewahrung der als Zehnt bezeichneten Naturalabgaben diente, die von den Pachthöfen eines Grundherren abzuliefern waren. Ein solches Bauwerk – das Gebäude galt im 18. Jahrhundert als größtes Wirtschaftsgebäude im Kölner Raum – wurde in Kurfürstlicher Zeit zumeist auf den Fron- oder Stiftshof der Grundherrschaft errichtet. Seine Funktion als Sammelstelle, die vom Halfen des Haupthofes verantwortlich überwacht und verwaltet wurde, endete – so auch für die zehntpflichtigen Pächter auf Kurkölnischen Gebiet – mit der neuen Gesetzgebung (Säkularisation) unter französischer Herrschaft.

### Besitzverhältnisse und Standorte des Bauwerks
Bereits um 1150 wurde ein Sechtemer Stiftshof erwähnt, dem später auch eine Zehntscheune zugehörte. Dies ging aus einer Urkunde hervor, in der Rückerwerbungen verpachteter Zehntrechte angeführt wurden, die Rigezo und Anr. de Ponte innegehabt hatten und nun von diesen an das Bonner Kloster Dietkirchen zurückgingen. Neben den von ihren Vorgängerinnen, den Benediktinerinnen übernommenen umfangreichen Besitzungen mehrte das spätere Kanonissenstift Dietkirchen ihre Besitztümer. Nach und nach besaßen sie Liegenschaften auf beiden Rheinseiten. Der Schwerpunkt ihrer Besitzungen und Zehntrechte lag am Vorgebirge in der Region zwischen den Hanglagen der Ville und dem Rhein.

### Standort Eichholz

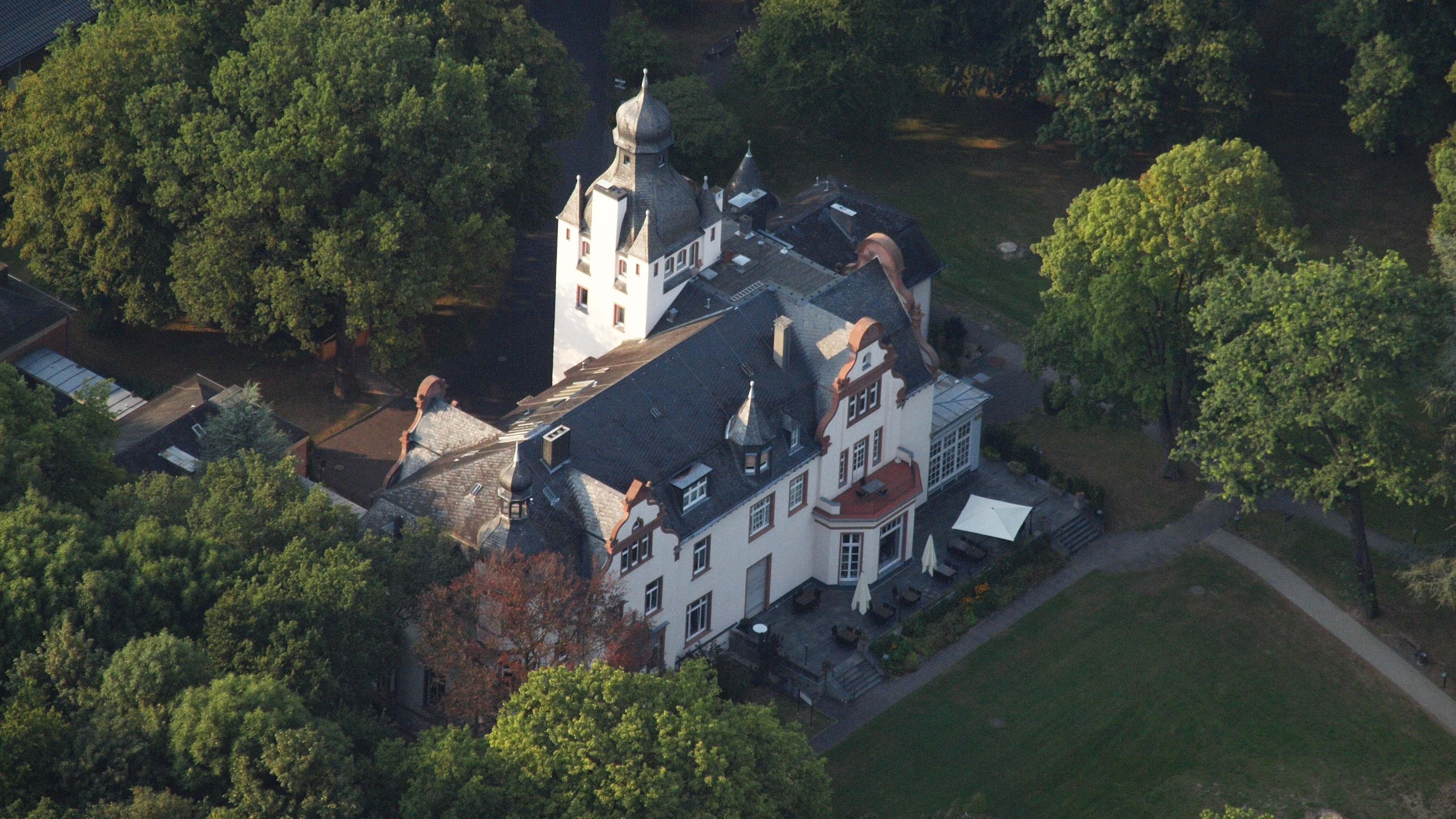
Schloss Eichholz, in der Nachfolge des ehemaligen Gutshofes Eichholz

Bis in das 14. Jahrhundert dominierte offenbar der im Besitz Dietkirchens befindliche Eichholzer Hof (damals dort als einziges Anwesen gelegen und der Pfarre Urfeld zugehörig) mit seiner Zehntscheune als Sammelstelle der Naturalien, zu deren Ablieferung Dietkirchener Pächter in jährlichem Rhythmus verpflichtet waren. Erst als der Kölner Erzbischof Walram 1341 zur besseren Absicherung des Lebensunterhalts der Konventualinnen in Klöstern und Stiften eine Gütertrennung zwischen Äbtissin und Konvent anordnete, trat eine Änderung ein. Der Äbtissin des Bonner Stiftes sprach er die Klosterhöfe in Urfeld, Eichholz und Widdig zu, lediglich die größere der Scheunen in Eichholz nahm er davon aus. Diese fiel an den Konvent, der sie nach Sechtem verlagerte, um sie dort als Zehntscheune zu nutzen.
Ein weiterer Anlass zu dieser Maßnahme Walrams zur materiellen Teilung von Besitz und Einkünften zwischen dem Konvent und der Leitung des Klosters, soll in diesem speziellen Fall auch die zu dieser Zeit enorm angewachsene Verschuldung des Klosters unter der Äbtissin Sofia gewesen sein.

### Sechtemer Vorgängerbauten und Lage
Nach den Erwähnungen von 1150 – seit dieser Zeit ist der Besitz des Sechtemer Zehnten für die Dietkirche belegt und durch Papst Calixt III. bestätigt – sowie der von der Urkunde zum Rottzehnten in Sechtem von 1279. 1341 (s. oben), und in der letzten Erwähnung des 14. Jahrhunderts von 1399 wurde erneut auf den Sechtemer Zehnt verwiesen, indem die Einkünfte aus Sechtemer Besitzungen aufgelistet wurden. Die Erträge von Hof, Wachsung und Zehnt ergaben zusammen 29 Malter Weizen, 296 Malter Roggen und 200 Malter Hafer. Hinzu kamen auch die Erträge der Schäferei, deren Wollverkauf etwa 30 bis 40 Mark jährlich (heute etwa 3000 €) erbrachte. Der jährliche Sechtemer Weinzehnt belief sich auf etwa vier Fuder. Diese Zahlen veranschaulichen, dass es einer adäquat geräumigen Lagerstätte bedurfte.

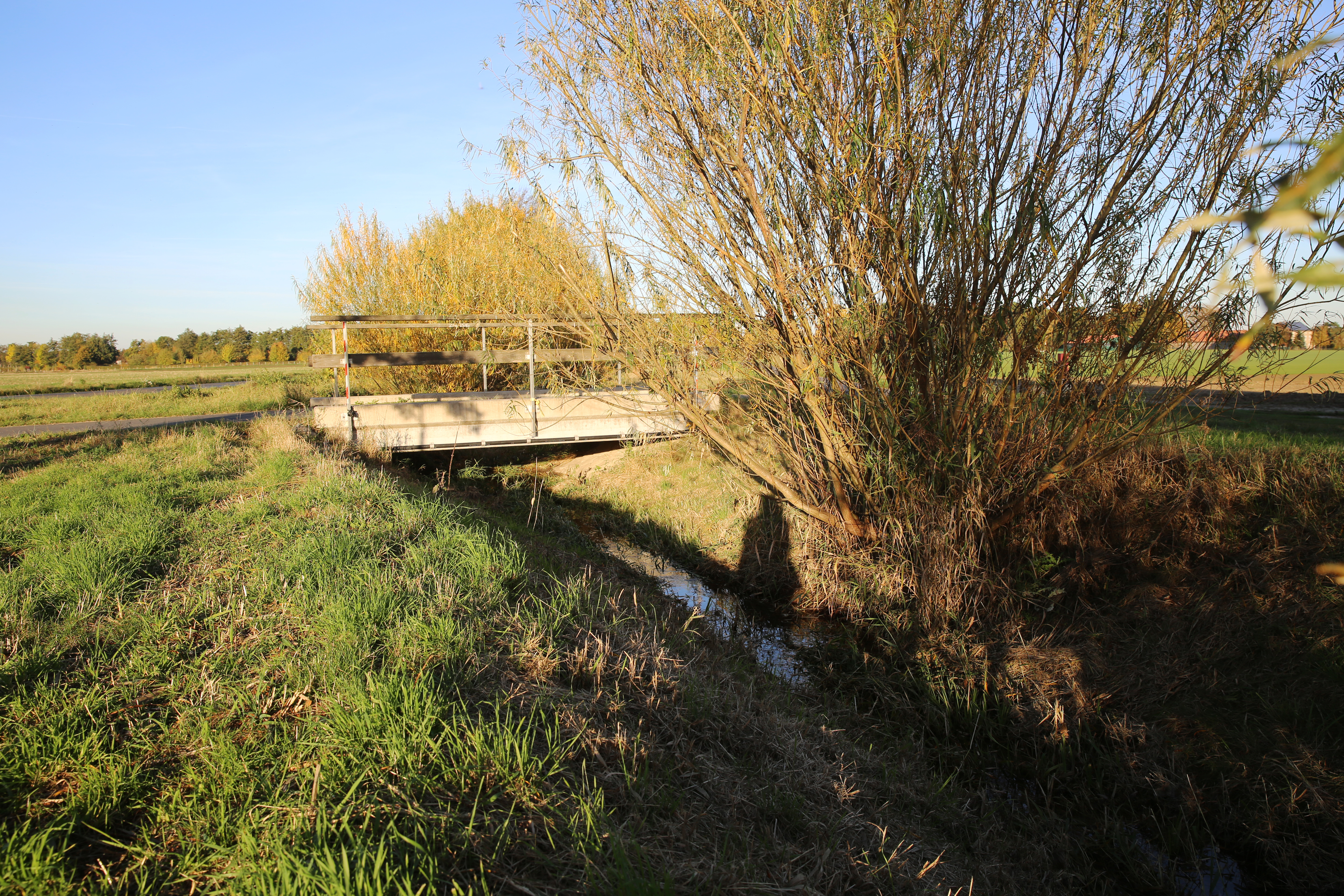
Der heutige Mühlenbach, kurz vor Sechtem und Ophof
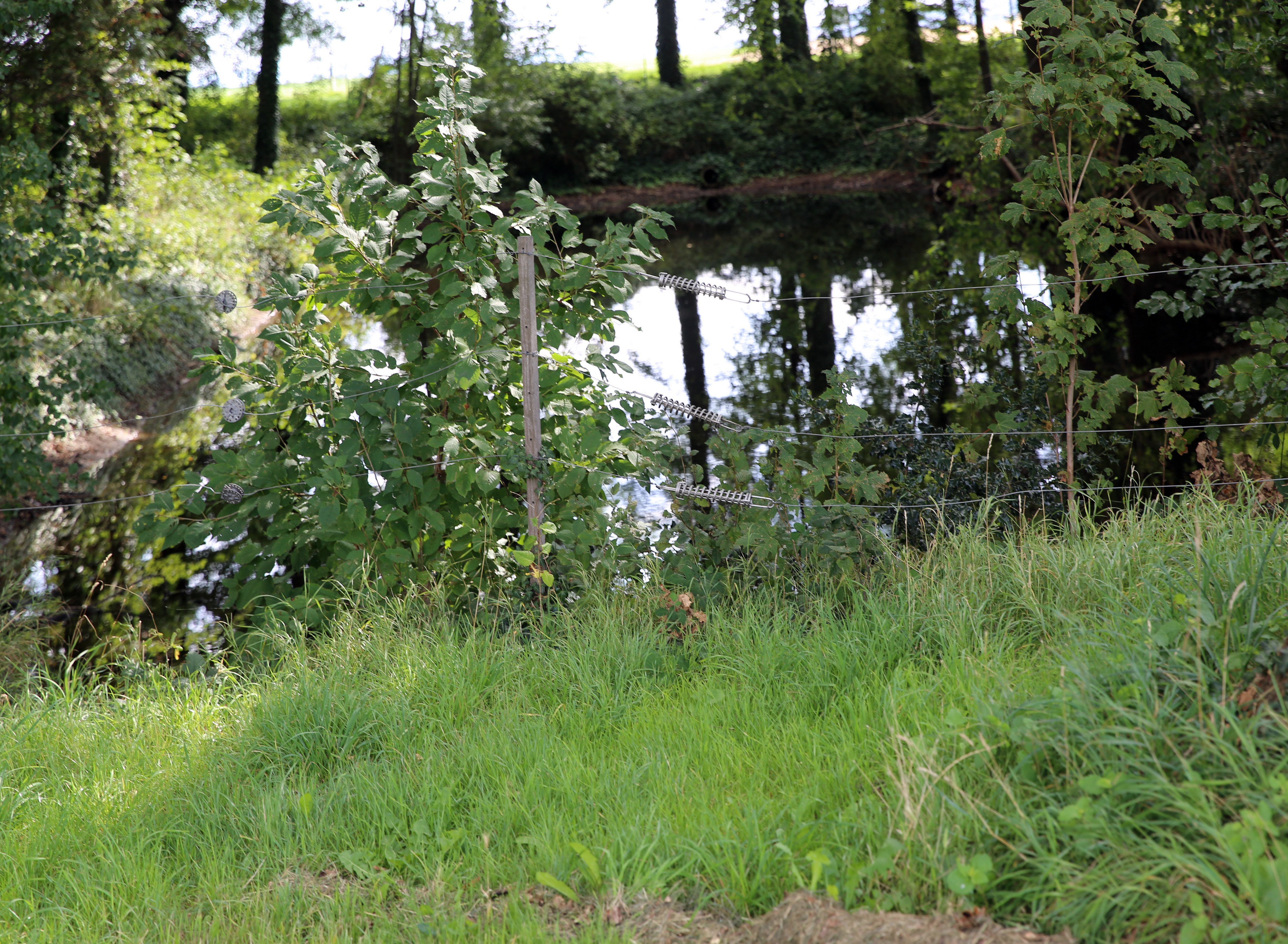
Vom Mühlenbach gespeister Löschwasserteich (im 15. Jahrhundert „Buehlen Poel“ genannt)
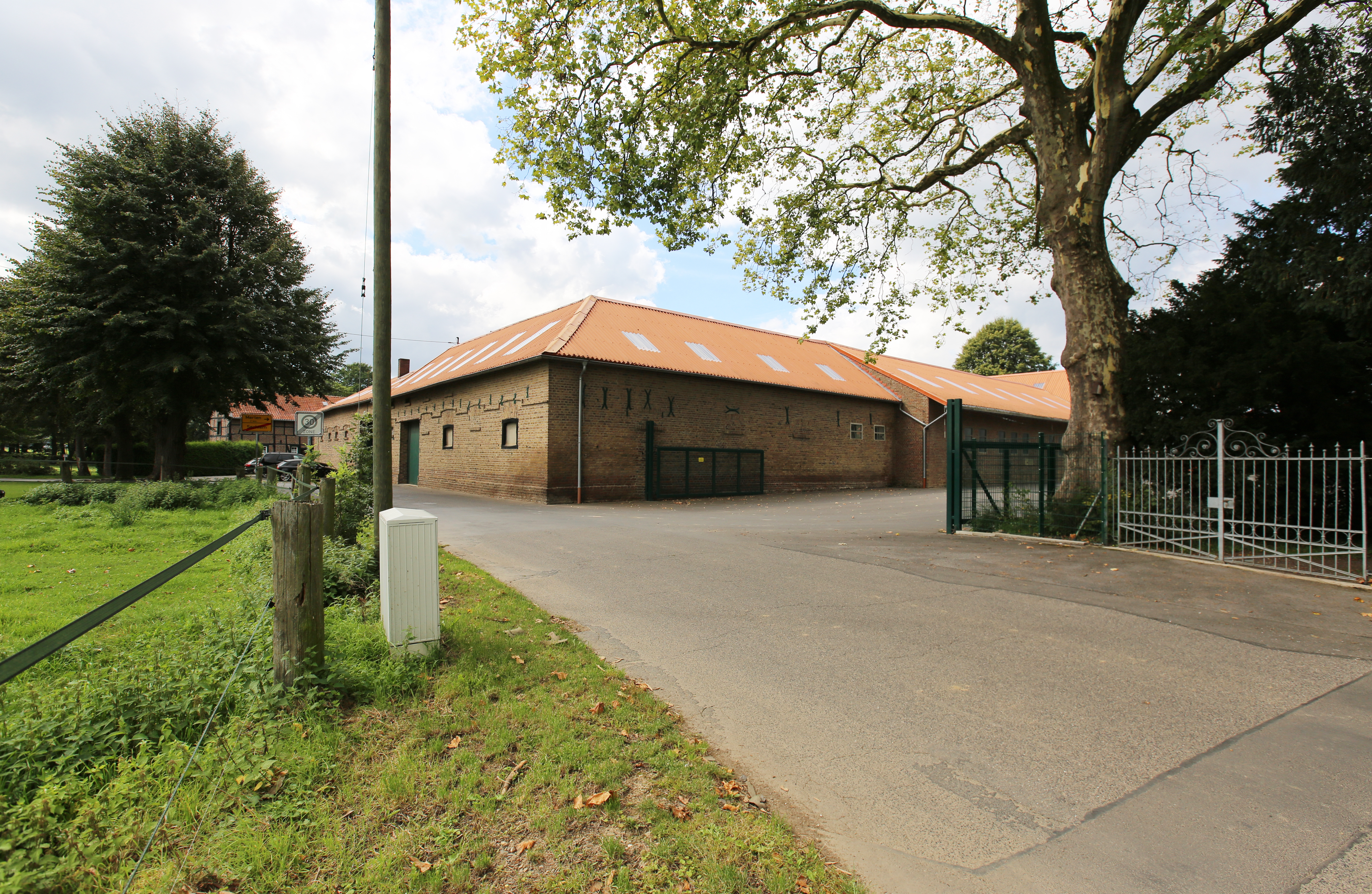
Heutiger Ophof, ehemaliger Stiftshof

In den Jahren 1424 bis 1438 ist erneut von einem Sechtemer Bau Dietkirchens die Rede. Die Bonner Stiftsdamen ließen am sogenannten Bühlen Poel/ Pohl (seit 1820 am Kümpel) in Sechtem ein Haus mit Scheune bauen. Bei dieser kleinen Hofanlage an der späteren Kronprinzenstraße (heute Stefanstraße) soll über Jahrhunderte – oft unterbrochen von Zerstörungen durch Unwetter oder Brandschatzung in vielen Kriegen – die Zehntscheune gestanden haben.
Die dort befindliche frühe Lagerscheune des Bonner Frauenklosters kam laut einem Bericht aus den 1430er Jahren zu Schaden. Eine große Überschwemmung, ähnlich der des Magdalenenhochwassers, verursachte irreparablem Schäden. Das Unwetter ließ den Wasserstand des nahen, damals noch wesentlich mehr Wasser führenden Mühlenbach extrem ansteigen und richtete schwere Schäden im ganzen Ort an. Zimmermann Heinrich von Heimerzheim soll von 1433 bis 1434 für den Aufbau einer neuen Zehntscheune 26 Wagen Zimmerholz benötigt haben und erhielt von Dietkirchen an Lohn 55 Mark. Die Gesamtkosten dieser neuen Scheune erschienen in den Dietkirchener Rechnungsbüchern mit 200 Mark, 3 Schilling und 4 Denare. 1438 erhielt der Bau eine neue Tenne.

### Letzter Neubau
Zwar ist ein nahtloser Übergang – auf einem Torriegel der Scheune steht „AN(NO) 1734 D 26 Maei“ zu Vorgängerbauten nicht belegt, jedoch erbrachten die während der Restaurierung in Kommern durchgeführten wissenschaftlichen Untersuchungen, dass Teile des Eichengebälks des Baujahrs 1734 nicht neu waren, sondern es wurde festgestellt, dass die gut erhaltenen Materialien eines Vorgängerbaus erneut und sogar wiederholt, verwendet worden waren. So konnten Teile der Bausubstanz aus Eiche, darunter Balken, Ständer, Streben und Sparren( wohl durch dendrochronologische Erkenntnisse) in das 15.- oder 16. Jahrhundert datiert werden. Andere Bauteile jüngerer Zeit waren aus Nadelholz gefertigt worden.

### Standort Freilichtmuseum Kommern

#### Lagerung, Planungen
Es verstrich ein Jahrzehnt, bis die finanziellen Mittel des Wiederaufbaus gesichert und die Planungen des Aufbaus und der zukünftigen Nutzung des Bauwerks geklärt waren. Diese Nutzung sah vor, das Gebäude zu unterkellern, um den gewonnenen Raum als Depot zu verwenden, ohne das historische Äußere der Zehntscheune zu verändern.
Das dann auf dem Gelände des LVR-Freilichtmuseums Kommern originalgetreu in seiner Grundform wiedererrichtete Bauwerk, entsprach den Maßen des Abbruchjahres, als der damalige Eigentümer Josef Bollig-Commer das alte Bauwerk dem Rheinischen Freilichtmuseum zum Wiederaufbau anbot. Das Bauwerk gilt heute als das größte, erhaltene Wirtschaftsgebäude des 18. Jahrhunderts der Kölner Region.

### Baubeschreibung

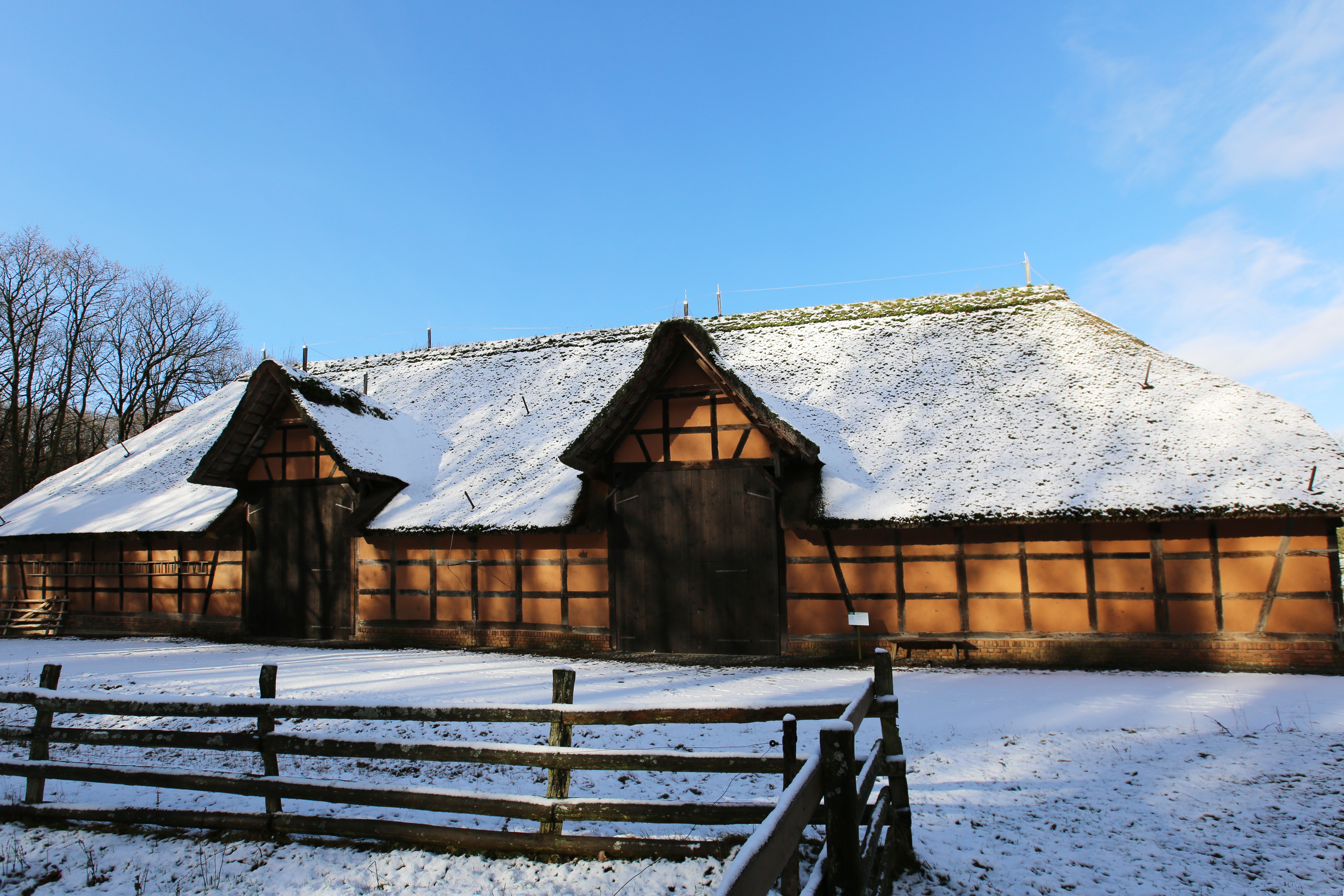
Vorderseite
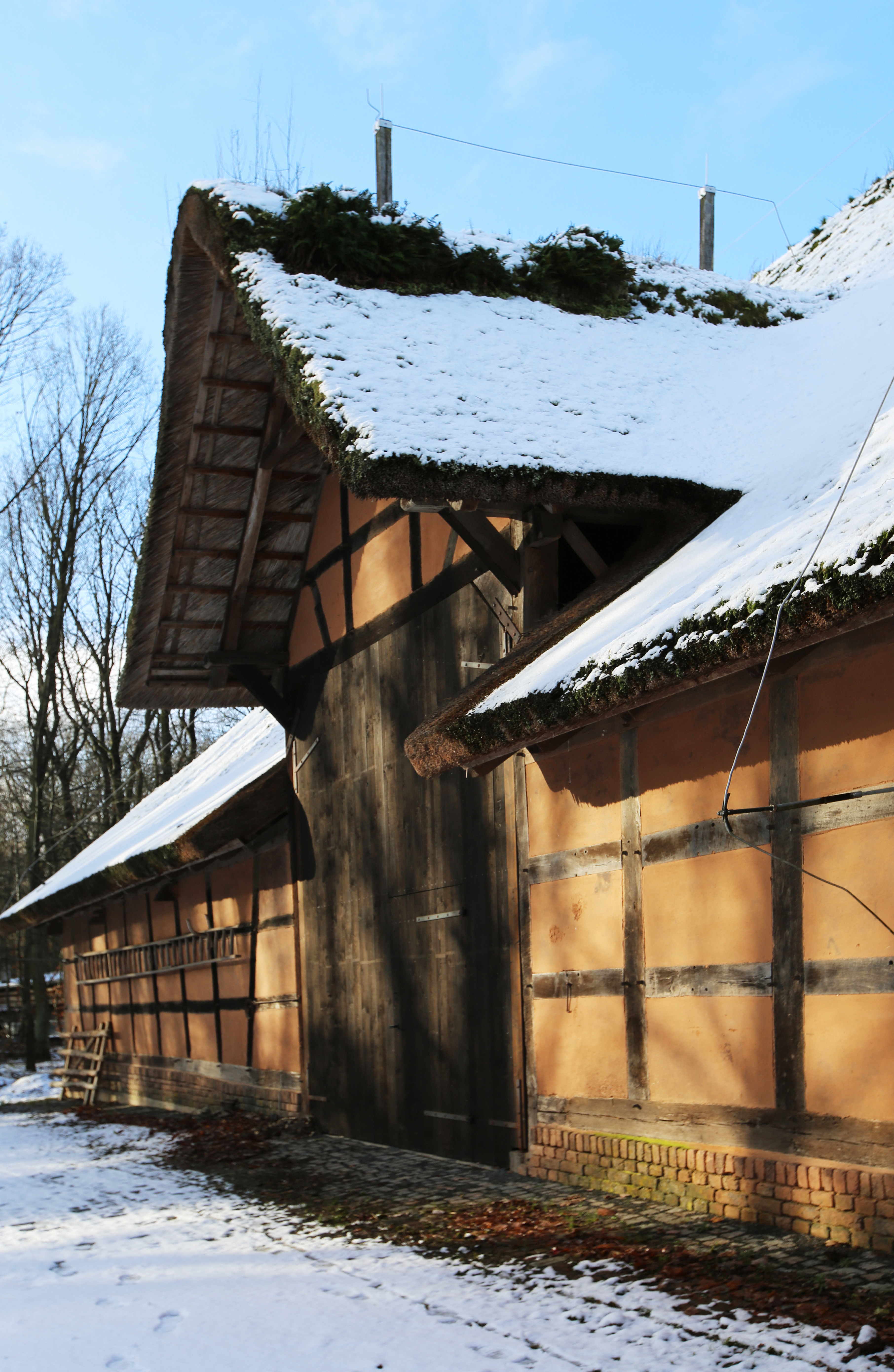
Dachgaube und Tordetail
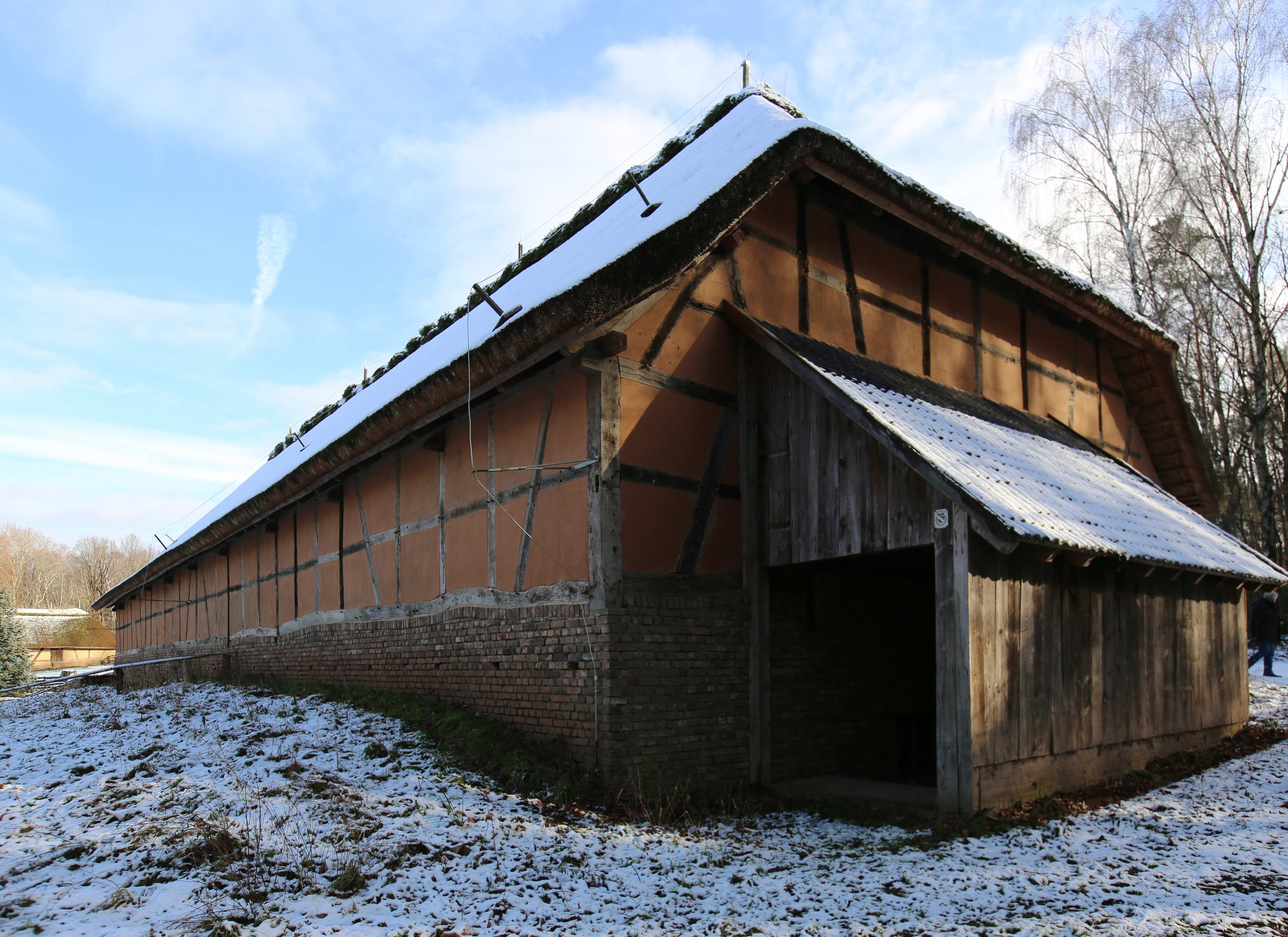
Rückwärtiger Giebelwalm, Anbau
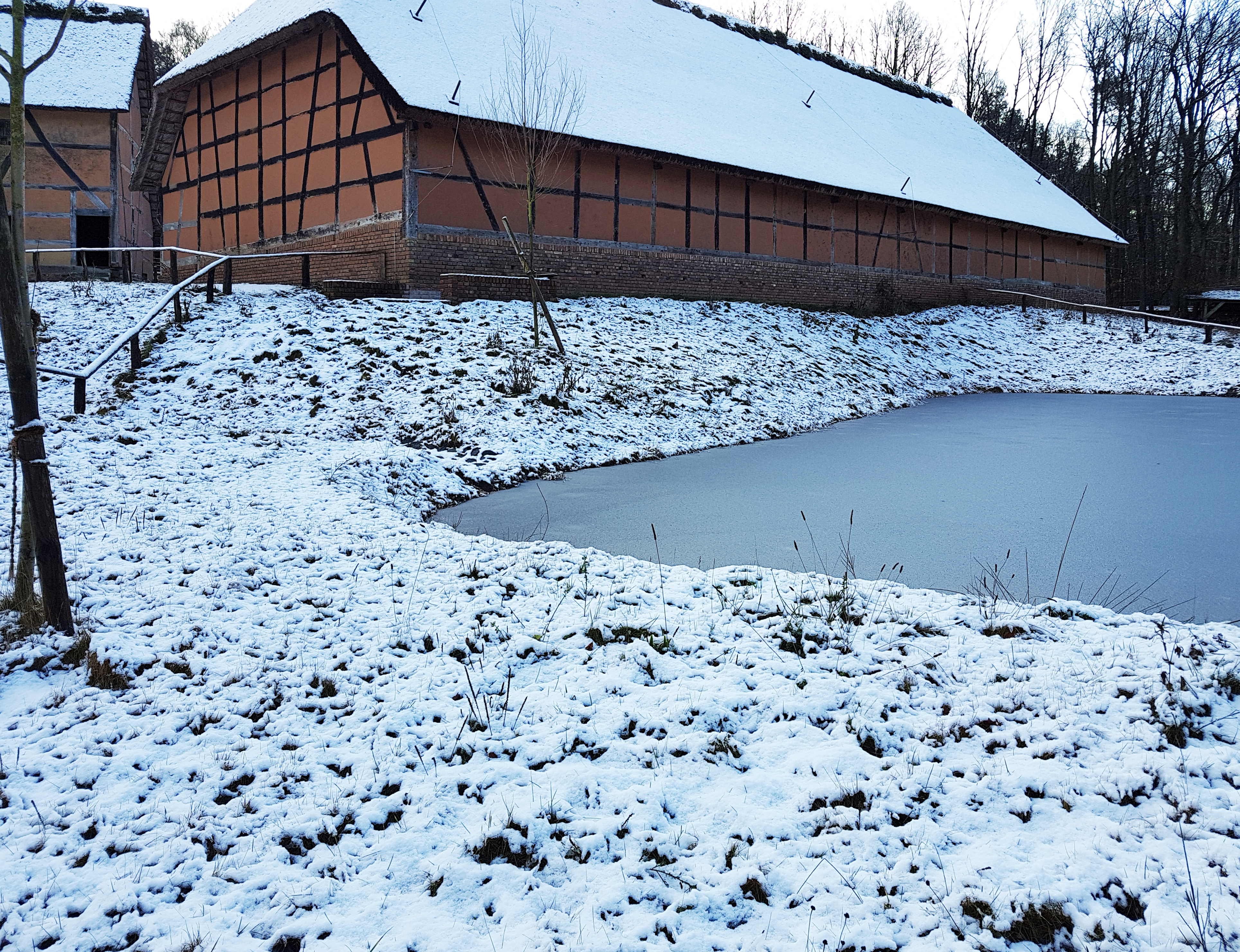
Rückseite mit vereistem Löschwasserteich

Die Scheune ist 48 Meter lang, 13 Meter breit und erreicht eine Höhe von knapp 10 Meter. Von dem ursprünglichen Krüppelwalmdach aus Stroh – es wurde durch ein Reetdach ersetzt – wurde eine Halle von ca. 500 Quadratmetern überspannt, wobei das Dach ringsum tief abgeschleppt ca. 1,50 Meter über dem Erdboden endete.

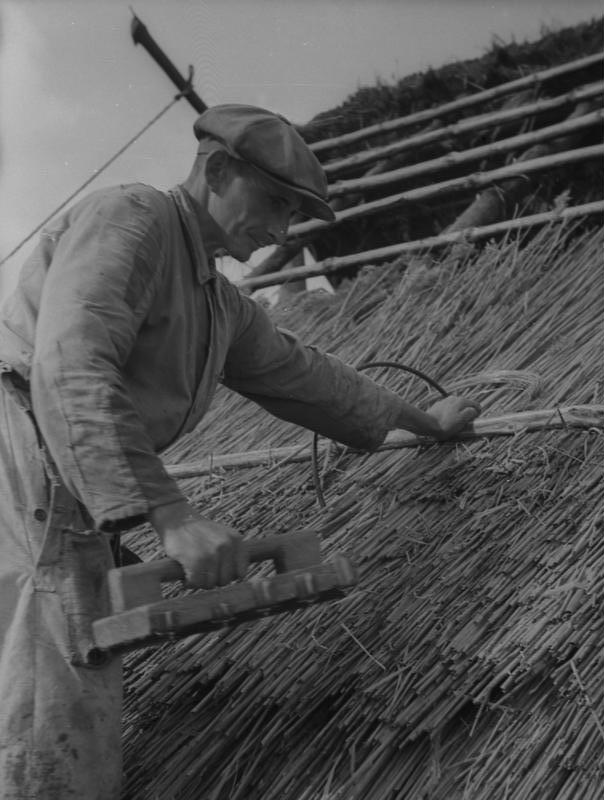
Dachdeckerarbeit mit Reet

Das Gebäude hat zur Giebel- oder Traufständigen Seite zwei hochaufragende Tore, die unter einem gaubenartig aus dem reetgedeckten Dach vorspringendem Giebel enden. So konnten hochbeladen Leiterwagen zur Entladung in die Scheune geschoben werden. An seiner langgestreckten Vorderseite hat der insgesamt fensterlose Bau, zwischen Dach und Sockel drei untereinanderliegende, verfüllte Gefache. An den Giebelseiten ist das Dach gewalmt. Da das Gelände zur Rückseite hin leicht abschüssig ist, verändern sich die Sockelhöhen und somit auch die Anzahl der lotrechten Gefache. So sind dies unter dem vorderen Giebelwalm noch fünf und an der Rückseite, oberhalb des Teichs, offenbar nur noch zwei Gefache. Der hintere, dem Blick des Besuchers abgewandte Giebel, hat die gleiche Anzahl Gefache wie sie gegenüberliegendes Pendant. An dieser „unsichtbaren“ Seite erhielt der Baukörper einen, nicht dem Original entsprechenden kleinen Anbau, in dem die Technik zum Betrieb des Gebäudes untergebracht sein soll.
Eine Abbildung der Museumsinformationen zeigt das Vor- und Nachher des Bauwerks. Nach dieser SW-Aufnahme bestanden die Füllungen der sichtbaren Gefache wohl nur aus einem Lehm /Strohgemisch auf Stakhölzern, die dann gekälkt wurden und die in Kommern neu nach traditioneller Art und Weise wieder hergerichtet worden sind. Das Innere des auf einem Ziegelsteinsockel stehenden, ehemaligen Wirtschaftsgebäudes war in mehrere Bereiche unterteilt. Die Zehntscheune hatte zwei Dreschtennen (für den Drusch und die Reinigung des Getreides) und verfügte über drei Bansen zur Einlagerung der abgelieferten Naturalien.
Die Leitung des Freilichtmuseum hatte als Standort der restaurierten Scheune eine Ergänzung der „Baugruppe Eifel“ gewählt, wo es fortan neben dem historischen Gebäude des Straßfelder Schultheißenhauses stand, welches ehemals ebenfalls neben einer Zehntscheune gestanden hatte.
Zwar wurde das wiedererrichtete Gebäude mit einer modernen Blitzschutzanlage ausgestattet, erhielt aber an seiner Rückseite, um der originalen Darstellung gerecht zu werden, einen künstlich angelegten Löschwasserteich, der in Sechtem idealerweise von einem Bach gespeist worden war.
Insgesamt vermittelt die Scheune seit dem Jahr 1984 den Besuchern einen Eindruck zu mehreren Aspekten (u. a. Zehntwesen, Handwerk), die in der Feudalzeit alltäglich waren.